# Гарабекевюл
Гарабекевюл (туркм. Garabekewül) — город в Саятском этрапе Лебапского велаята Туркменистана. Город расположен около берега Амударьи недалеко от одноимённой железнодорожной станции (на линии Туркменабад — Керкичи).
Статус посёлка городского типа с 1940 года. До 5 мая 1993 года носил название Карабекаул. С 2016 года — город.
Входил в состав и был административным центром Гарабекевюлского этрапа, однако после ликвидации этапа 25 ноября 2017 года решением Парламента Туркменистана Гарабекевюл включён в состав Халачского этрапа.

## Население
| 1959 | 1970 | 1979 | 1989 |
| ---- | ---- | ---- | ---- |
| 2002 | 3113 | 3966 | 5509 |